# 高涌誠
高涌誠（1965年4月30日—），中華民國律師，生於臺北市，現任監察院監察委員，曾任民間司法改革基金會執行長。

## 經歷
2012年，高與時任台大教授王兆鵬、羅秉成律師、葉建廷律師等人共同發起設立社團法人台灣冤獄平反協會。
2022年7月13日，高因1987年三七事件中前監察委員羅文富於6月16日奉派履勘現場的報告經黃尊秋院長於翌年3月9日批「閱」存查而未完成，遂以一年時間蒐整資料與訪談近20位在場官兵以完成調查報告，經內政及族群、外交及僑政、國防及情報與司法及獄政等委員會聯席會議通過，並就國防部軍事檢察官與軍審法院確定判決違背刑事訴訟法第379條第10項規定而未予調查證據的違法部分，函請法務部轉請檢察總長研提非常上訴、行政院轉飭國防部檢討改進、內政部與國家人權委員會參酌。2024年8月9日，高與國際特赦組織台灣分會秘書長邱伊翎、紀錄片導演朱賢哲與詩人鴻鴻等協助現籍挪威的受害者家屬四人來台尋求真相與和解；要求國防部應重啟內部調查，尋找監察院當時未能取得之案件資料及證物、遺物，公諸於世或返還家屬。並應於6個月內提出完整的行政調查報告，國防部對此不予回應。

## 爭議
2019年，台灣團結聯盟召開記者會，公佈監察委員高涌誠、張武修針對「器官捐贈案」約談臺北市市長柯文哲的錄音與逐字稿，並發佈11部影片到YouTube上；時任監察院院長張博雅要求徹查是否涉及洩密。2020年12月8日，監察院會議決議移送臺北地檢署偵辦，高涌誠、張武修因此分別成為第一位遭移送的現任、卸任監委。2020年12月14日高涌誠召開記者會，聲明此事與他無關。